# Glamorous Indie Rock and Roll
«Glamorous Indie Rock & Roll» (en español, Glamoroso indie rock & roll ) es una canción de la banda estadounidense de indie rock The Killers, la canción fue escrita por los miembros de la banda: Brandon Flowers, Mark Stoermer, Dave Keuning y Ronnie Vannucci Jr. y fue producida por ellos junto a Jeff Saltzman para su álbum debut Hot Fuss (2004); sin embargo, solo apareció en algunas versiones locales del álbum como bonus track, fue publicada nuevamente en el primer compilatorio de rarezas y lados B de la banda llamado Sawdust en el 2007.

## Información general
"Glamorous Indie Rock & Roll" es una canción con influencias rock, especialmente influenciado por el rock británico, le letra de la canción suena como una invitación y como un mensaje en el que se dice que el Indie Rock & Roll es lo mejor que existe y según la canción lo único que necesitas. La música de la canción presenta un estilo roquero muy similar al de una balada rock, incluyendo el sonido de la batería y el bajo más sonoros que en otras canciones de la banda, además también se puede escuchar en unas pequeñas partes el sonido del teclado y algunas otras unos breves sintetizadores.
La canción nunca fue lanzada como un sencillo; sin embargo, logró entrar a las listas estadounidenses: Billboard Pop 100 en la posición 71 y en el Billboard Hot Digital Songs en la posición 62, gracias a sus altas ventas digitales ya que la canción solo se vendió físicamente en una edición limitada del álbum Hot Fuss. En el 2007 la canción se volvió a grabar, cambiando un poco el estilo (principalmente la voz de Flowers) y la duración, para ser incluida en el compilatorio de rarezas y lados B, Sawdust.

## Listas de popularidad
| Listas de popularidad 2005 |                             |          |
| País                       | Lista                       | Posición |
| Estados Unidos             | Billboard Hot Digital Songs | 62       |
| Estados Unidos             | Billboard Pop 100           | 71       |